# لارنس چرونو
لارنس چرونو (انگلیسی: Lawrence Cherono؛ زادهٔ ۷ اوت ۱۹۸۸) دونده دو استقامت اهل کنیا است.

## رقابت‌های بین‌المللی
| سال  | مسابقه           | محل برگزاری            | مقام | توضیحات |
| ---- | ---------------- | ---------------------- | ---- | ------- |
| ۲۰۱۴ | ماراتن الجزایر   | الجزیره، الجزایر       | دوم  | ۲:۱۰:۱۶ |
| ۲۰۱۵ | ماراتن سویا      | سویا، اسپانیا          | اول  | ۲:۰۹:۳۹ |
| ۲۰۱۶ | ماراتن پراگ      | پراگ، جمهوری چک        | اول  | ۲:۰۷:۲۴ |
| ۲۰۱۶ | ماراتن هونولولو  | هونولولو، ایالات متحده | اول  | ۲:۰۹:۳۹ |
| ۲۰۱۷ | ماراتن روتردام   | روتردام، هلند          | دوم  | ۲:۰۶:۲۱ |
| ۲۰۱۷ | ماراتن آمستردام  | آمستردام، هلند         | اول  | ۲:۰۵:۰۹ |
| ۲۰۱۷ | ماراتن هونولولو  | هونولولو، ایالات متحده | اول  | ۲:۰۸:۲۷ |
| ۲۰۱۸ | ماراتون لندن     | لندن، بریتانیای کبیر   | هفتم | ۲:۰۹:۲۵ |
| ۲۰۱۸ | 21K Buenos Aires | بوئنوس آیرس، آرژانتین  | 3rd  | ۱:۰۱:۵۸ |
| ۲۰۱۸ | ماراتن آمستردام  | آمستردام، هلند         | اول  | ۲:۰۴:۰۶ |
| ۲۰۱۹ | ماراتن بوستون    | بوستون، ایالات متحده   | اول  | ۲:۰۷:۵۷ |